# ديفيد دي نافاس
ديفيد دي نافاس (بالإسبانية: David De Navas)‏ هو لاعب كرة قدم إسباني في مركز حراسة المرمى، ولد في 7 ديسمبر 1976 في ألكوبينداس في إسبانيا. لعب مع أتلتيكو مدريد ج وراسينغ فيرول وريال جيان ونادي ساباديل ونادي مليلية.

## وصلات خارجية
- ديفيد دي نافاس على موقع قاعدة بيانات كرة القدم.إي يو (الإنجليزية)
- ديفيد دي نافاس على موقع Soccerway.com (الإنجليزية)
- ديفيد دي نافاس على موقع AS.com (الإسبانية)